# Alpen Grand Prix
Der Alpen Grand Prix – Südtiroler Grand Prix der volkstümlichen Musik ist ein Musikwettbewerb der volkstümlichen Musik, der seit 1993 jährlich in Südtirol stattfindet.
Veranstalter ist die Firma TOP Musik & Event aus Lana/Südtirol. Zunächst gingen nur Interpreten und Gruppen aus Südtirol an den Start. Seit der 5. Veranstaltung (1997) nehmen auch Interpreten aus Deutschland und Österreich teil. Ab 1999 waren auch Interpreten aus dem Elsass, ab 2000 aus den Niederlanden und aus Slowenien beteiligt, doch waren diese Länder später nicht mehr vertreten. Ab 2002 nahm jedoch die Schweiz am Wettbewerb teil. In den Teilnehmerländern wurden teilweise auch Vorentscheidungen durchgeführt. Die Zahl der Teilnehmer je Land ist unterschiedlich.
Im Jahr 2000 nahm Südtirol erstmals auch am Grand Prix der Volksmusik teil, den bis dato die Länder Deutschland, Österreich und die Schweiz als gemeinsamen Wettbewerb seit 1986 durchführen. Für diesen Wettbewerb gab es in Südtirol auch eine Vorentscheidung (siehe hierzu Grand Prix der Volksmusik 2000), die von der „Arbeitsgemeinschaft zur Förderung der Musikalischen Unterhaltungskultur“ ausgetragen wurde. Somit gab es im Jahr 2000 in Südtirol zwei unterschiedliche volkstümliche Musikwettbewerbe, die auch annähernd gleiche Bezeichnungen hatten. Demzufolge änderte der traditionelle bereits seit 1993 stattfindende „Südtiroler Grand Prix der Volksmusik“ ab 2001 seine Bezeichnung in „Alpen Grand Prix“. Er führt die Bezeichnung „Südtiroler Grand Prix der volkstümlichen Musik“ nur noch als Untertitel, bezeichnet sich jedoch wegen der längeren Tradition als „Das Original“.
Seit 2003 gab es beim Alpen Grand Prix getrennte Wertungen für die Bereiche „Schlager“ und „Volkstümliche Musik“. Demzufolge gab es auch zwei Siegertitel.
Teilnahmeberechtigt ist jeder Interpret, Gruppe, Ensemble, Chor, Komponist und Texter gleich welcher Staatsangehörigkeit/Nation diese angehören. Die Gesangssprache ist Deutsch.

## Sieger

### 1. Südtiroler Grand Prix der volkstümlichen Musik 1993
- Platz 1: Tisner Buam (Die ganz kleinen Träume)

### 2. Südtiroler Grand Prix der volkstümlichen Musik 1994
- Platz 1: Pustertaler Alpentrio (Ja so schön ist doch nur Südtirol)

### 3. Südtiroler Grand Prix der volkstümlichen Musik 1995
- Platz 1: Bergfeuer (Brennende Herzen)

### 4. Südtiroler Grand Prix der volkstümlichen Musik 1996
- Platz 1: Arunda Buam (Wenn der Reschen abends glüht)

### 5. Südtiroler Grand Prix der volkstümlichen Musik 1997
Der 5. Südtiroler Grand Prix der volkstümlichen Musik fand im Oktober 1997 in Meran statt. Erstmals nahmen auch Interpreten aus Deutschland (D) und Österreich (A) teil.
- Platz 1: Trenser Buam (I, Südtirol) (Das Karussell der Liebe)

### 6. Südtiroler Grand Prix der volkstümlichen Musik 1998
Der 6. Südtiroler Grand Prix der volkstümlichen Musik fand am 16. Oktober 1998 in Meran statt. Wie im Vorjahr nahmen wieder Interpreten aus Südtirol, Deutschland und Österreich teil.
- Platz 1: Aartal Echo (D) (Ich liebe meine Heimat)

### 7. Südtiroler Grand Prix der volkstümlichen Musik 1999
Der 7. Südtiroler Grand Prix der volkstümlichen Musik fand am 15. Oktober 1999 in Meran statt. Neben Interpreten aus Südtirol, Deutschland und Österreich nahmen erstmals auch Interpreten aus dem Elsass teil.
- Platz 1: Sixpäc Donauspatzen (D) (Ti amo mi amor) und Die Geisberger (D) (Grande Montagne)

### 8. Südtiroler Grand Prix der volkstümlichen Musik 2000
Der 8. Südtiroler Grand Prix der volkstümlichen Musik fand am 13. Oktober 2000 im Kurhaus Meran statt. Moderator war Karl Zuber. Neben Interpreten aus Südtirol, Deutschland und Österreich nahmen wie im Vorjahr auch Interpreten aus dem Elsass sowie erstmals auch aus den Niederlanden und aus Slowenien teil.
- Platz 1: Allgäu Power (D) (Miss Enzian)

### 9. Alpen Grand Prix Südtirol 2001
Der 9. Südtiroler Grand Prix der volkstümlichen Musik fand im Oktober 2001 in Meran statt. Er fand erstmals unter seinem neuen Namen „Alpen Grand Prix“ statt. Neben Interpreten aus Südtirol, Deutschland und Österreich nahmen wie im Vorjahr auch Interpreten aus den Niederlanden teil. Das Elsass und Slowenien waren nicht mehr vertreten.
- Platz 1: Jasmine Goller (I) (Ciao amore ciao)

### 10. Alpen Grand Prix Südtirol 2002
Der 10. Südtiroler Grand Prix der volkstümlichen Musik fand am 18. Oktober 2002 in Meran statt. Neben Interpreten aus Südtirol, Deutschland und Österreich nahmen erstmals auch Interpreten aus der Schweiz teil. Die Niederlande, die sich im Vorjahr noch beteiligte, war nicht mehr vertreten.
- Platz 1: Brandig (D) (Lach doch einmal)

### 11. Alpen Grand Prix Südtirol 2003
Der 11. Südtiroler Grand Prix der volkstümlichen Musik fand am 17. Oktober 2003 im Kursaal in Meran statt.
- Bereich Schlager Platz 1: Markus (I) (Das Feuer für die Ewigkeit)
- Bereich volkstümliche Musik Platz 1: Heiko Wolf (D) (Blond und zuckersüß)

### 12. Alpen Grand Prix Südtirol 2004
Der 12. Südtiroler Grand Prix der volkstümlichen Musik fand am 15. Oktober im Kursaal in Meran statt. Es nahmen insgesamt 18 Gruppen aus Deutschland, Österreich, Frankreich und Südtirol teil.
- Bereich Schlager Platz 1: ISA W (A) (Ich wünsch dir Glück)
- Bereich volkstümliche Musik Platz 1: Aischzeit (D) (Dirndl tanz)

### 13. Alpen Grand Prix Südtirol 2005
- Bereich volkstümlicher Schlager Platz 1: Stoaberg Echo (D) (Fesche Maus, komm tanz mit mir)
- Bereich Schlager Platz 1: Tollhouse (A) (Minirock und Sympathie)

### 14. Alpen Grand Prix Südtirol 2006
Der 14. Südtiroler Grand Prix der volkstümlichen Musik fand am 13. Oktober im Kursaal in Meran statt.
Bereich volkstümlicher Schlager Platz 1: Sandra & Susan (D) (Keine Stunde geht vorbei)
Bereich volkstümliche Musik Platz 1: Romy (D) (A Engerl obn im Himmel für uns is); Florian Fesl (D) (Heit samma lustig, lässig, locker)

### 15. Alpen Grand Prix Südtirol 2007
- Bereich Volkstümliche Musik 1. Platz: Kristina (D)
- Bereich Schlager 1. Platz: Patricia (CH), 2. Platz Ronny Söllner (D)

### 16. Alpen Grand Prix Südtirol 2008
Am 17. Oktober 2008 fand im Kursaal von Meran das Finale statt.
- Bereich Volkstümliche Musik 1. Platz: Die Urigen (A) (Du i mog di)
- Bereich Schlager 1. Platz: Ensemble Hansi Stermetz (A) (Was wär die Welt ohne uns)

### 17.Alpen Grand Prix 2009
Am 16. Oktober 2009 fand im Kursaal von Meran das Finale statt.
- Bereich Volkstümliche Musik 1. Platz: Carina (D) (I Steh auf Lederhosen)
- Bereich Schlager Musik 1. Platz: Big Mick 6 die Motten (CH) (Es geht weiter)

### 18. Alpen Grand Prix 2010
Zum ersten Male fand der Wettbewerb an zwei Tagen statt.
Schlager Entscheidung:
- 1. Platz: Red Roses (D): (Oh mi amore)
- 2. Platz: Jessica Sartor (D): (Laß mich nie wieder los)
- 3. Platz: Sandy Rose (D): (Schenk mir ein kleines Paradies)

Volkstümliche Musik Entscheidung:
- 1. Platz: Oberkrainer Polka Mädels & der Murtal Express (SLO) (Wo Musik erklingt)
- 2. Platz: Auer Buam (D) (Wir mög´n koa Madeln)
- 3. Platz: Zillertaler Local Sound (A) (Laß die Sunn in dein Herz)

Ausgezeichnet wurde auch der beste Alpen Grand Prix Nachwuchskünstler 2010 und die besten Bühnenperformance. Den Alpen Grand Prix Nachwuchskünstler Preis erhielt Enrico (D). Den Performance Preis im Schlager ging an Bella Farny (CH) und in der volkstümlichen Musik an die Osttiroler Bergvagabunden.

### 19. Alpen Grand Prix 2011
Vorentscheidungen für die Teilnehmer aus Österreich am 14. Mai 2011 in Lienz.
Für die Teilnehmer aus Deutschland am 21. Mai 2011 in Vilshofen.
Für die Teilnehmer aus der Schweiz am 25. Juni 2011 in Samnaun.
Die Endausscheidung findet am 13. und 14. Oktober 2011 in Meran (I) statt.
Schlager Entscheidung:
- 1. Platz: Duo Evergree & Stefanie (D): (1000 mal träumen 1000 mal küssen)
- 2. Platz: Michael Mende (A) (Bella scusami)
- 3. Platz: Du & I Extended (A) (1000 Sterne 1000 Träume)

Volkstümliche Musik 14. Oktober 2011 in Meran (I)
- 1. Platz: Grenzgänger (A) (Manuela)
- 2. Platz: Vollbluet (I) (Die Zeitn hobm sich geändert)
- 3. Platz: Oberkrainer Quintett (SLO) (Musik verbindet)

### 20. Alpen Grand Prix 2012
Vorentscheidung für die Teilnehmer aus Deutschland am 12. Mai 2012 in Vilshofen.
Vorentscheidung für die Teilnehmer aus Österreich am 19. Juni 2012 in Debant.
Vorentscheidung für die Teilnehmer aus Schweiz am 20. Juni 2012 in Samnaun.
Endausscheidung am 18. und 19. Oktober 2012 im Kursaal von Meran.
Schlager Entscheidung:
- 1. Platz: Die Mirendos (CH) (Spass am Leben)
- 2. Platz: Manuel Hartweger (A) (Das Licht im Herzen)
- 3. Platz: Lena & Chris (D) (Sonnenschein)

Volkstümliche Musik am 19. Oktober 2012 in Meran:
- 1. Platz: Johannes Weinberger (D) (I brauch koan Ballermann)
- 2. Platz: Radys (CH) (Chom doch wenn d´chasch), Kraski Muzikanti (I) (Für immer und noch mehr)
- 3. Platz: Lisa Obereder (A) (Und trotzdem hob i di gern)

### 21. Alpen Grand Prix 2013
Vorentscheidung für die Teilnehmer aus Österreich am 27. April 2013 in Schärding.
Vorentscheidung für die Teilnehmer aus Deutschland am 4. Mai 2012 in Vilshofen.
Vorentscheidung für die Teilnehmer aus Schweiz am 22. Juni 2013 in Samnaun.
Endausscheidung am 17. und 18. Oktober 2013 im Kursaal von Meran.
40 Gruppen über 120 Musiker aus 8 Nationen nehmen an der Endausscheidung teil.
Schlager Entscheidung:
- 1. Platz Ingrid Anderson & Band (A) (Eis im Sommer)
- 2. Platz Peter Pach (D) (Rollerlady)
- 3. Platz Geschwister 4 Klang (A) Frei wie der Vogel

Volkstümliche Musik Finale am 18. Oktober 2013:
- 1. Platz Jenny & Uerli (CH) (Von Herzen)
- 2. Platz Die Verspielten (I) (Musik und viel Humor)
- 3. Platz Brixentaler Edelweiss Duo (A) (Dudelsackpolka)

### 22. Alpen Grand Prix 2014
Endausscheidung am 17. Oktober 2014 im Kursaal von Meran.
26 Teilnehmer stellten sich einer Internationalen Jury und dem Publikum.
Schlager Entscheidung:
- 1. Platz Kristin Rempt (D) (Von null auf Sommer)
- 2. Platz AlpencasanovasS (A) (Ziach di aus und bleib bei mir)
- 3. Platz Peter Rist (D) (Es gibt kein Zurück!)

Volkstümliche Musik Entscheidung:
- 1. Platz Jason (I) (Ich hab gnua)
- 2. Platz Du und I (A) (Kärntner Madl)
- 3. Platz Matrosen in Lederhosen (D) (Alpen La Paloma)

### 23. Alpen Grand Prix 2015
Endausscheidung 16. Oktober 2015 im Kursaal von Meran.
Schlager Entscheidung:
- 1. Platz Vivien (CH) (Wir schweben davon)
- 2. Platz Sergi (I) (Ich lieb die Sonne von Rio)
- 3. Platz Pia Vanelly (A) (Vergeben, Vergessen, Verstehen, Verzeihen)

Volkstümliche Musik Entscheidung:
- 1. Platz Ueli Bodenmann (CH) (Symphonie der Berge)
- 2. Platz Hohebogen Goiss (D) (Oba oschaffa dua i)
- 3. Platz Oberkrainer Polks Mädels (I) (Wo ist dieser Mann)

### 24. Alpen Grand Prix 2016
Endausscheidung 14. Oktober 2016 im Kursaal von Meran
26 Teilnehmer aus Deutschland, Österreich, Schweiz, Kroatien, Frankreich, Fürstentum Liechtenstein und Italien stellen sic einer Internationalen Fachjury
Schlager Entscheidung:
- 1. Platz Amarillos (CH) "100 Tage Zärtlichkeit"
- 2. Platz René Bisang (CH) "Willst du dass wir fliegen"
- 3. Platz GroßstadtHerz (D) "Ich liebe sie"
- 3. Platz Charli Wolf (D) "Kinder von Morgen"

Volkstümliche Musik Entscheidung:
- 1. Platz Die Original Unterländer (FL) "In unserem Blut da fließt die Volksmusik"
- 2. Platz Cordula & Mario (CH) "Liebe ist wie der Wind"
- 3. Platz Geschwister Messner (I) "Tiroler Jägerherz"